# Língua xerpa
Xerpa (também Sherpa, Xiaerba, Sherwa) é uma língua sino-tibetana falada no Nepal, no estado Siquim da Índia e no Tibete, China pelos Xerpas. Cerca de 200 mil vivem no  Nepal (2001), cerca de 20 mil em Sikkim (1997) e cerca de 800 na Região Autônoma do Tibete (1994). É escrita com as escritas Tibetana, Devanagari.

## Escrita
A língua xerpa usa as escritas devanágari e tibetana.[carece de fontes?]

## Fonologia
Sherpa é uma língua tonal. Sherpa has the following consonants:[ligação inativa]

### Consoantes
|             |             | Labial | Dental | Alveolar | Retroflexa | Palatal | Velar | Glotal |
| ----------- | ----------- | ------ | ------ | -------- | ---------- | ------- | ----- | ------ |
| Stop        | surda       | p      | t̪      |          | ʈ          | c       | k     |        |
| Stop        | aspirada    | pʰ     | t̪ʰ     |          | ʈʰ         | cʰ      | kʰ    |        |
| Stop        | sonora      | b      | d̪      |          | ɖ          | ɟ       | ɡ     |        |
| Africada    | surda       |        |        | ts       |            | tʃ      |       |        |
| Africada    | aspirada    |        |        | tsʰ      |            | tʃʰ     |       |        |
| Africada    | sonora      |        |        | dz       |            | dʒ      |       |        |
| Fricativa   | Fricativa   |        |        | s        |            | ʃ       |       | h      |
| Nasal       | Nasal       | m      |        | n        |            | ɲ       | ŋ     |        |
| Lateral     | surda       |        | l̪̥      |          |            |         |       |        |
| Lateral     | sonora      |        | l̪      |          |            |         |       |        |
| Vibrante    | surda       |        |        | r̥        |            |         |       |        |
| Vibrante    | sonora      |        |        | r        |            |         |       |        |
| Aproximante | Aproximante | w      |        |          |            | j       |       |        |

- Os sons oclusivos  / p, t̪, ʈ, k / podem ser não vocalizados  [p̚, t̪̚, ʈ̚, k̚] na posição final da palavra.
- Sons palatais  / c cʰ ɟ / podem neutralizar para sons velares  [k kʰ ɡ] quando precedem  / i /.
- / n / pode se tornar uma retroflexa nasal  [ɳ] antes de uma oclusivaa retroflexa.
- / p / pode ter um alofone de  [ɸ] quando ocorre em fala rápida.

### Vogais
|              | Anterior | Anterior | Posterior | Posterior |
| Oral         | Nasal    | Oral     | Nasal     |           |
| ------------ | -------- | -------- | --------- | --------- |
| Fechada      | i        | ĩ        | u         | ũ         |
| Meio Fechada | e        | ẽ        | o         | õ         |
| Meio Aberta  | ɛ        | ɛ̃        | ɔ         | ɔ̃         |
| Aberta       | a        | ã        | ʌ         | ʌ̃         |

- Os sons vocálicos  / i, u / têm os alofones  [ɪ, ʊ] quando entre consoantes e em sílabas fechadas.[2]

### Tons
Existem quatro tons distintos; alto  / v́ /, descendente  / v̂ /, baixo  / v̀ /, ascendente  / v̌ /. Os tons médios não estão marcados.

## Gramática
Alguns aspectos gramaticais do Xerpa são os seguintes:
- Os substantivos são definidos por morfologia quando um substantivo simples ocorre no genitivo e isso se estende ao sintagma nominal. Eles são definidos sintaticamente por co-ocorrência com o locativo clítico e por sua posição no sintagma nominal (NP) após demonstrativos.
- Os demonstrativos são definidos sintaticamente por sua primeira posição no NP diretamente antes do substantivo.
- Quantificadores: as palavras numéricas ocorrem por último no sintagma nominal, com exceção do artigo definido.
- Os adjetivos ocorrem após o substantivo no NP e morfologicamente só aceitam marcação genitiva quando em construção com um substantivo.
- Os verbos podem ser morfologicamente diferenciados por raízes diferentes ou supletivas para o perfectivo, imperfeito e imperativo. Eles ocorrem por último em uma cláusula antes dos auxiliares verbais.
- Auxiliares verbais ocorrem por último em uma frase.
- As pós-posições ocorrem por último em um NP pós-posição.

Outras características tipológicas do Xerpa incluem a ergatividade dividida com base em aspecto gramatical, SO & OV (SOV), NA, N-Num, V-Aux e N- Pos.
Xerpa é uma língua SOV (Sujeito- Objeto-Verbo)

## Vocabulário
A tabela a seguir lista os dias da semana, que são derivados da língua tibetana ("Pur-gae").
| Português     | Xerpa                        |
| ------------- | ---------------------------- |
| Domingo       | ŋi`ma ( / ŋ /]] é o som Ng') |
| Segunda-feira | Dawa                         |
| Terça-feira   | Miŋma                        |
| Quarta        | Lakpa                        |
| Quinta        | Phurba                       |
| Sexta-feira   | Pasaŋ                        |
| Sábado        | Pemba                        |

## Amostra de texto
Devanagari
तेरी मिमाङगी चिजिन तङ ओछाकी ग्युला क्येने ज्युन कुन्ङ्यम गिवी। खोङ तिवा तेरीकी रिक्पा ल्येमो खुर्ने हुङगु यिन तङ तेरीकी पर्ला चिग्डील हुङगु लाका कि गोकी।
Tibetana
ཏེརཱི མིམཿ ངགཱི ཙིཛིན ཏང ཨོཚཿཀཱི གྱུལཿ ཀྱེནེ ཇུན ཀུང྄ཉམ གིཝཱི། ཁོང ཏིཝཿ ཏེརཱིཀཱི རིཀ྄པཿ ལ྄ཡེམོ ཁུར྄ནེ ཧུངགུ ཡིང ཏེརཱིཀཱི པར྄ལཿ ཙིག྄ཌཱིལ ཧུངགུ ལཿ ཀཿ ཀི གོཀཱི།
IPA
t̪eriː
```
mimʌŋaɡiː tsidzina t̪aŋa otsʰɑkiː ɟulʌ cene dʒuna kunɲama ɡiwiː. kʰoŋa t̪iwʌ t̪eriːkiː rikpɑ ljemo kʰurne huŋaɡu jiŋa t̪eriːkiː parlʌ tsiɡɖiːla huŋaɡu lʌkʌ ki ɡokiː.
```

Português
Todos os seres humanos nascem livres e iguais em dignidade e direitos. Eles são dotados de razão e consciência e devem agir uns com os outros com espírito de fraternidade. (Artigo 1 da Declaração Universal dos Direitos Humanos)